# Prayagraj (divisie)

Ligging in Uttar Pradesh

Prayagraj (tot 2018  Allahabad genoemd) is een divisie binnen de Indiase deelstaat Uttar Pradesh. Deze divisie bestaat uit de volgende vier districten:
- Fatehpur
- Kaushambi
- Pratapgarh
- Prayagraj

Het bestuurlijk centrum van de divisie bevindt zich in de gelijknamige stad Prayagraj.